# 안방 마님
《안방 마님》은 한국에서 제작된 고영남 감독의 1967년 영화이다. 남정임 등이 주연으로 출연하였고 홍성칠 등이 제작에 참여하였다.

## 출연

### 주연
- 남정임
- 최남현
- 조미령
- 박병호

## 기타
- 조명: 고해진
- 미술: 홍성칠